# Red Terror Martyrs Memorial Museum

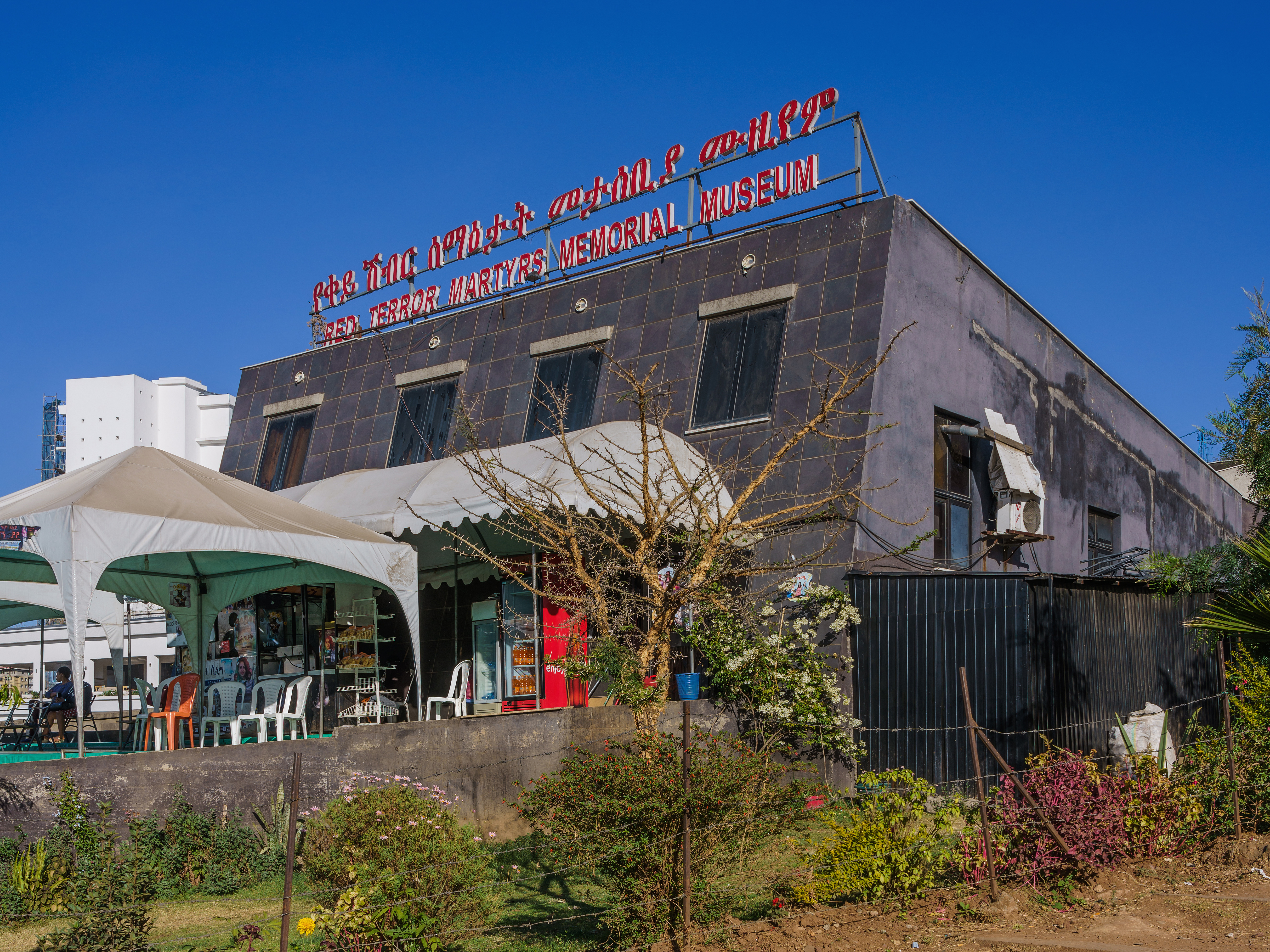

Das Red Terror Martyrs Memorial Museum (RTMMM, amharisch የቀይ ሽብር ሰማዕታት መታሰቢያ ሙዚየም, deutsch etwa „Museum der Märtyrer des roten Terrors“) in Addis Abeba ist eine im Jahr 2010 eingerichtete Gedenkstätte für die Opfer des kommunistischen Derg-Regimes in Äthiopien.
Seit 1974 herrschte in Äthiopien eine Militärregierung, die das Land realsozialistisch umgestaltete. Mit Unterstützung der Sowjetunion wurde versucht, durch brutale Unterdrückung die Macht zu erhalten. Laut Amnesty International fielen dem Derg-Regime mehrere Millionen Äthiopier zum Opfer, meist waren es junge Intellektuelle.
Im Museum sind diverse Folterinstrumente ausgestellt, von der Lederpeitsche über Kneifzangen bis zu einem Modell der Foltermethode wofelala. Außerdem sind originale Totenschädel und Knochen, Särge mit blutigen Kleidungsstücken sowie Fotografien von Opfern und den Fundorten der Massengräber zu sehen.